# Teab Vathanak
Teab Vathanak (7 gennaio 1985) è un calciatore cambogiano, di ruolo attaccante.

## Carriera

### Nazionale
Con la Nazionale cambogiana ha preso parte a 2 partite di qualificazione ai Mondiali 2010.